# Maladera iraqensis
Maladera iraqensis är en skalbaggsart som beskrevs av Keith 2000. Maladera iraqensis ingår i släktet Maladera och familjen Melolonthidae. Inga underarter finns listade i Catalogue of Life.